# مونیک بوسگا
مونیک بوسگا (به انگلیسی: Monique Bosga) (زادهٔ ۲۱ سپتامبر ۱۹۶۰) شناگر اهل هلند است.